# Майкатта
Майката (тадж. Майката) или Майкада — посёлок в Пенджикентском районе Согдийской области Таджикистана
Административно входит в состав джамоата Амондара. Топоним Майката этимологически относится к древнейшим согдийским названиям с известным древнеиранским топоформантом «-ката», который имеет различные аналоги произношения как «-када», «-кат», «-канд», «-кент», «-кант», «-гент», со значением места проживания, дом, село, город, и по сей день данные форманты встречаются в различных названиях городов и местностей Центральной Азии, Афганистана, Ирана и Кавказа, например Самарканд, Ташкент, Чимкент, Шимкент, Ботканд, Коканд, Бабугент. Есть также вероятность общего происхождения таджикского слова «кат» (широкая кровать), «катак» (курятник) и общеславянского слова «хата», обозначающее дом, место проживания, которое также применяется как топоформант «-када» // «-ката» для обозначения местности. Основная часть данного топонима (Майката) — «Май», скорее всего, происходит от согдийского и авестийского слова «muɤ» (Муг // Маг), обозначающее зороастрийских религиозных предводителей. Следовательно, предыдущая форма данного топонима была как «Muɤkada» — Мугкада и в современном таджикском языке можно произнести как «Муғкада». Исходя из этого можно сделать такой вывод, что в данном месте находились места поклонения и проживания зороастрийских магов. Таким образом древнесогдийский топоним «Muɤkada» (Муғкада) со временем в течение тысячилетий под влиянием определённых фонетических и фонологических закономерностей развития языка приобрел настоящую форму произношения: Майката. Хотя данный топоним встречается также и в форме «Майкатта» с двумя буквами «т» скорее всего является контаминацией и не вполне соответствует нормам современного таджикского литературного языка как в плане структуры, так и в плане семантики, поэтому приемлемой формой, скорее всего является «Майката». Географическое расположение, рельеф, а также останки, глиняные посуды, найденные местными жителями при стихийных раскопках в целях строительства, могильники в различных частях горных склонов данного села несомненно свидетельствуют о древности топонима «Майката» и данной местности как среда обитания людей из древнейших времен, что и требует специального историко-археологического изыскания.